# Армеевка
Армеевка — деревня в составе  Пурдошанского сельского поселения Темниковского района Республики Мордовия.

## География
Находится на расстоянии примерно 18 километров на восток от районного центра города Темников.

## История
Упоминается с 1869 года, когда она была учтена как казенная деревня Краснослободского уезда из 25 дворов. Основана была переселенцами из деревни Борки Подгородного стана Темниковского уезда.

## Население
Постоянное население составляло 45 человек (мордва 96%) в 2002 году, 26 в 2010 году .